# هل من الخطأ التعرف على الفتيات في الدانجون؟
هل من الخطأ التعرف على الفتيات في الدانجون؟ (باليابانية: ダンジョンに出会いを求めるのは間違っているだろうか، بالروماجي: Danjon ni Deai o Motomeru no wa Machigatteiru Darō ka) (بالإنجليزية: Is It Wrong to Try to Pick Up Girls in a Dungeon?)‏ يعرف أيضاً ب (DanMachi) اختصاراً، وبالترجمة الإنجليزية أسطورة فاميليا هي رواية خفيفة يابانية من كتابة فوجينو أوموري ورسم سوزوهيتو ياسودا. SB Creative نشرت إحدى عشر مجلداً منذ يناير 2013 باسم GA Bunko. حصلت على مانجتين اقتُبست إلى أنمي تلفزيوني من استوديو جاي سي ستاف، عُرض من 4 أبريل إلى 27 يونيو 2015، حلقة أوفا صدرت في 7 ديسمبر 2016، أعلن عن فيلم أصلي صدر في فبراير 2019 وموسم ثاني، الآن.
بالإضافة إلى رواية خفيفة جانبية بعنوان هل من الخطأ التعرف على الفتيات في الدانجون؟ سيف أوراتوريا بدأت في يناير 2014، ورواية جانبية أخرى بعنوان هل من الخطأ التعرف على الفتيات في الدانجون وقائع العائلة (من رسم نيليتسو) بدأت في مارس 2017. كلاهما حصلتا على مانجا وأنمي تلفزيوني يقتبس سيف أوراتوريا عرض من 14 أبريل إلى 30 يونيو 2017.

## وصلات خارجية
هل من الخطأ التعرف على الفتيات في الدانجون؟ على موقع ميوزك برينز (الإنجليزية)
- هل من الخطأ التعرف على الفتيات في الدانجون؟ على موقع ميوزك برينز (الإنجليزية)
- هل من الخطأ التعرف على الفتيات في الدانجون؟ على موقع ANN manga (الإنجليزية)